# Sant Eloi de Porta
Sant Eloi de Porta és una capella del poble de Porta, en el terme comunal d'aquest mateix nom, a la comarca de l'Alta Cerdanya, de la Catalunya del Nord.
L'església és al peu de la carretera N - 20, al costat sud de l'entrada oest del poble, on hi ha la Casa del Comú de Porta.